# Johann Wilhelm Eckersberg
Johann Wilhelm Eckersberg (Dresden, 20 d'agost de 1762 – Dresden, 20 d'agost de 1821) fou un organista, violinista i compositor alemany. El 1774, inicià els seus estudis a Dresden, a la Kreuzschule, on rebé classes del Cantor Homilius. Va continuar la seva educació a Leipzig, i el 1785 tornà a Dresden per estudiar amb el Cantor Weinlig i amb el seu pare, organista de l'església de Santa Sofia. Algunes de les seves composicions destacades són: La Campana, cantata de 1908, diverses peces per a piano, piano i cant, etc. i també algunes poloneses.